# ЗИЛ-158ВРА1
ЗИЛ-158ВРА1  — двухвагонная пассажирская автомотриса, построенная на базе автобуса ЗИЛ-158В.

## Описание
Автомотриса предназначалась для перевозки путевых рабочих на слабозагруженных линиях. Проект подготовлен в бюро Главного управления пути и сооружений МПС под руководством главного конструктора бюро И. А. Буровцева. В качестве основы для рельсового транспорта выбран автобус ЗИЛ-158В, выпускавшийся с 1961 по 1970 год.
Автомотриса строилась из двух автобусов, задние части которых соединялись сцепкой. При движении передний вагон становился ведущим (моторным), а задний — ведомым. Собственные колёса автобуса заменялись на стальные колеса диаметром 1050 мм, установленные на ширине колеи 1524 мм вместо изначальных 2116 мм спереди и 1 806 мм сзади. В задней части с левой стороны каждого автобуса ставилась ещё одна дверь. Дополнительное оборудование также включало песочницу.
Опытный образец автомотрисы был подготовлен на заводе «Красный путь» в середине 1962 года. Он поступил на испытания на экспериментальное кольцо ВНИИЖТ в отделение  тепловозов и локомотивного хозяйства. По результатам испытаний было установлено, что при движении колёсные ступицы автомотрисы, не имеющие жёсткой связи и пневматической изоляции, испытывают повышенную нагрузку в поперечном и продольном направлениях. Ударные воздействия способствовали ослаблению болтовых соединений, появлению на корпусе вибрации и увеличенным боковым перемещениям. Указанные недостатки привели к отрицательному заключению комиссии по испытаниям из-за несоответствия требованиям безопасности и отказу в допуске автомотрисы к эксплуатации. Одновременно был указано на нецелесообразность дальнейших испытаний.